# 朴容万
朴 容万（パク・ヨンマン、朝鮮語: 박용만/朴容萬、1924年3月15日 - 1996年10月19日）は、大韓民国の政治家。第9・10・12・13代大韓民国国会議員。本貫は密陽朴氏。号は嶺岩（ヨンアム、영암/嶺岩）。

## 経歴
日本統治時代の慶尚北道豊基郡（現・栄州市）に生まれた。1942年、金泉高を卒業後に内地に渡り、1944年に中央大学専門部法科を卒業した。1945年に早稲田大学文学部英文学科を中退し、翌年にソウル大学校文理科大学に編入し、1949年に卒業。
光復後、ソウルで留学生同盟本部委員長を務め、1946年7月に李哲承などと共に全国学生総連盟を組織し、共同議長を務めた。反共・反託闘争を通じて李承晩の信任を得たため、その後は李の大統領秘書官を務めた。
1950年代から政界に関心を持ち、院外自由党が創設される時に監察部次長として参加したが、民族青年団系に押され除名されたが、1953年に再び組織部長に復帰した。1954年に院外自由党の宣伝部長となったが、第3代総選挙の後に李起鵬などの独断的運営に反発して脱党した。1973年の第9代総選挙で初当選した。1974年に新民党中央委副議長、1975年に新民党統一問題特委委員長、1976年に党内紛収拾10人委員会の主流側代表などを歴任し、1978年の第10代総選挙で再選された。維新体制末期の1979年に新民党のYH事件真相調査委員会委員長を務めるなど、民主化運動の先頭に立った。また、10代議員在任中には環境保全法を発議し、環境庁の設立を推進した。
1980年に全斗煥の新軍部による「政治風土刷新のための特別措置法」で規制を受け、1983年2月までに政治活動が禁止された。1984年は民主化推進協議会が組織された際に発起人、常任委員、指導委員として参加し、新韓民主党創党準備委員会副委員長を務めた。1985年の第12代総選挙では新韓民主党候補として当選した。1987年に新韓民主党内の直選制民主化推進勢力が集団脱党して統一民主党を結成する時、朴は金泳三、金大中の下で副総裁の1人として務めた。6月抗争と6・29宣言の後、民正党・民主党間に改憲交渉会議が開かれた際には民主党の代表の1人として参加した。1987年の大統領選挙では盧泰愚が当選したが、1988年の第13代総選挙後は「与小野大」の局面となり、朴は野党史上初の国会行政委員長に選任された。1989年に朴は野党の両金分裂により民主化後の政権交代が失敗したことを指摘し、野党の再統合を主張したが、民主正義党・統一民主党・新民主共和党の保守側の3党統合後は金泳三の説得により統合新党の民主自由党に移籍した。
1992年3月の第14代総選挙で落選後、国会に復帰できなかった。1990年代に入ってから李承晩を中心とした大韓民国の建国に対する否定的な評価が台頭すると、反共・自由民主主義路線の李承晩による建国の正統性を積極的に擁護した。1994年に朴は自由民主民族会議を組織して常任共同議長になり、翌年には大韓民国建国会を組織し会長となった。
1996年10月3日、密陽朴氏門中の墓参りの最中に甥にナイフで左胸を刺され昏睡状態となり病院に搬送された。同年10月19日、72歳で亡くなった。

## 賞勲
- 国民勲章 無窮花章（1990年）